# When I'm Far From You
When I'm Far From You fue el segundo y último álbum de la banda bogotana The Walflower Complextion, editado en 1967. Fue calificado profesionalmente por allmusic: 2.5 estrellas.

## Listado de canciones
- Baby please don't go
- Route 66
- When I'm Far From You
- Not fade away
- El caimán
- La bamba
- From head to toe
- Needles and pins
- Gloria
- She belongs to me
- Santa marta
- Out of sight

## Intérpretes
- Fred Sampson (Guitarra, voz)
- Rick Sampson (Batería)
- Crish Cryzs (Guitarra, voz)
- Glen Baca (Bajo, voz